# Bryum microcochleare
Bryum microcochleare är en bladmossart som beskrevs av Hugh Neville Dixon och Badhwar 1938. Bryum microcochleare ingår i släktet bryummossor, och familjen Bryaceae. Inga underarter finns listade i Catalogue of Life.